# Perinema
Genre
Perinema est un genre d'algues rouges incertae sedis. 

## Liste d'espèces
Selon AlgaeBase (26 juillet 2013) :
- Perinema sibogae Weber-van Bosse (espèce type)